# Protein-coated disc
Protein-coated disc (PCD) es una tecnología de disco óptico teórica propuesta por Venkatesan Renugopalakrishnan en la Harvard's Medical School y en la Northeastern University de Boston. El PCD incrementaría en gran medida la capacidad de almacenamiento en comparación con sistemas de discos ópticos Holographic Versatile Disc (HVD). En esta tecnología, se toma un DVD normal y se lo cubre con una proteína especial sensible a la luz obtenida de una arqueobacteria, lo cual en principio permitiría capacidades de almacenamiento de hasta 50 terabytes en un solo disco. Junto a la Japanese NEC Corporation, el equipo de Renugopalakrishnan ha desarrollado un dispositivo prototipo y en julio de 2006 estimaron que una memoria USB sería comercializada en 12 meses y un DVD en 18 a 24 meses. Sin embargo, no se ha publicado más información desde aquella vez.

## Principios
Esta tecnología se basa en guardar la información en proteínas fotosensibles. Dicha proteína es la bacteriorodopsina que proviene de una arqueobacteria que habita en ciénagas saladas, la Halobacterium salinarum. 
Esta bacteria almacena luz solar en forma de energía química. Cuando la luz incide sobre ella, se forma una serie de intermediarios, con una conformación y color determinados, antes de volver de nuevo a su «estado basal». La vida media de estas conformaciones intermedias no es muy alta (algunas de milisegundos, realizando su función natural), por lo que se ha trabajado en conseguir mutantes cuyos intermediarios sean más estables. 
La lectura es muy sencilla: una proteína en «estado basal» se considera un cero y una proteína en cualquiera de los estados intermedios es un uno. Para escribir información se precisa un láser que incida sobre las proteínas que necesiten ser unos y modifique su estado.
La cantidad de información que se puede almacenar es muy densa, debido a que las proteínas tienen tan solo unos pocos nanómetros, y se llega a hablar de capacidades de hasta 50 terabytes.